# Catherine Barclay
Catherine Barclay (Sydney, 12 giugno 1973) è un'ex tennista australiana.
È conosciuta anche con il nome di Catherine Barclay-Reitz, dopo aver sposato Christopher Reitz nel 2003.

## Carriera
In carriera ha 2 titoli di doppio. Nei tornei del Grande Slam ha ottenuto il suo miglior risultato raggiungendo a Wimbledon i quarti di finale di doppio misto nel 1995 e di doppio nel 1998.
In Fed Cup ha giocato un totale di 3 partite, ottenendo 3 vittorie.

## Statistiche

### Doppio

#### Vittorie (2)
| Numero | Anno           | Torneo                        | Superficie  | Compagna       | Avversarie in finale            | Punteggio     |
| 1.     | 21 aprile 2002 | Budapest Grand Prix, Budapest | Terra rossa | Émilie Loit    | Elena Bovina Zsófia Gubacsi     | 4-6, 6-3, 6-3 |
| 2.     | 22 giugno 2002 | Ordina Open, 's-Hertogenbosch | Erba        | Martina Müller | Bianka Lamade Magdalena Maleeva | 6-4, 7-5      |

### Doppio

#### Finali perse (6)
| Numero | Anno            | Torneo                                       | Superficie  | Compagna          | Avversarie in finale                 | Punteggio       |
| 1.     | 12 giugno 1994  | DFS Classic, Birmingham                      | Erba        | Kerry-Anne Guse   | Zina Garrison Larisa Neiland         | 4-6, 4-6        |
| 2.     | 27 luglio 1997  | Warsaw Open, Varsavia                        | Terra rossa | Meike Babel       | Ruxandra Dragomir Inés Gorrochategui | 4-6, 0-6        |
| 3.     | 18 aprile 1999  | Japan Open Tennis Championships, Tokyo       | Cemento     | Kerry-Anne Guse   | Corina Morariu Kimberly Po           | 3-6, 2-6        |
| 4.     | 24 giugno 2000  | Heineken Trophy, 's-Hertogenbosch            | Erba        | Karina Habšudová  | Erika de Lone Nicole Pratt           | 6-7, 3-4 ritiro |
| 5.     | 23 luglio 2000  | French Community Championships, Knokke-Heist | Terra rossa | Eva Dyrberg       | Giulia Casoni Iroda Tulyaganova      | 6-2, 4-6, 4-6   |
| 6.     | 12 gennaio 2002 | Tasmanian International, Hobart              | Cemento     | Christina Wheeler | Tathiana Garbin Rita Grande          | 2-6, 6-7        |